# Ghetto de Lubartów
Le ghetto de Lubartów est un ghetto pour les Juifs polonais créé en 1941 par les autorités allemandes nazies à Lubartów dans le district de Lublin du Gouvernement général de Pologne et liquidé en octobre 1942. Il rassemble à ses débuts environ 3 500 Juifs (dont 2 000 de Slovaquie) de Lubartów, Lublin, Ciechanów et ses environs. En mai 1942, 2 421 Juifs Slovaques supplémentaires sont internés dans le ghetto.
Le ghetto de Lubartów est l'un des centaines de ghettos de ce type établis au cours de la Shoah en Pologne. Le nombre maximum de personnes enfermées à un moment donné s'élève à 4 500 selon Virtual Shtetl (en). Le ghetto est liquidé de tous ses habitants – hommes, femmes et enfants – et déportés pour la majeure partie au camp d'extermination de Belzec crée par les SS, pour être assassinés sous le couvert de la « réinstallation ».

## Contexte
Lubartów est une ville située à 30 kilomètres au nord de Lublin où une communauté juive existe depuis le XVIe siècle (la première mention de la communauté juive de la ville date de 1592).
La plupart des Juifs résident au centre ville, où ils dominent l'artisanat et le commerce local. Avant la guerre, les Juifs possèdent la majorité des 130 magasins de Lubartow. La communauté juive possède trois synagogues et deux cimetières. Un tribunal rabbinique Beth Din est également créé. Le vieux cimetière est situé au centre de la ville mais n'est plus utilisé depuis le XIXe siècle. Le nouveau cimetière se situe dans une banlieue de la ville. La population juive de Lubartów est typique des villes provinciales, « Shtedl » de la région de Lublin. La plupart des juifs adultes sont orthodoxes et conservateurs ; Les plus jeunes s'impliquent plus dans la vie politique et culturelle. Dans l'entre-deux-guerres, la population de la ville est à 53,6 % juive selon le recensement national avec 3 269 Juifs y vivant en 1921, sur une population totale de 8.121 personnes. Au moment de l'invasion de la Pologne en 1939, ce nombre était déjà tombé à 42 % en raison des flux migratoires.

## Invasion allemande
L'armée allemande s'empare de la ville le 19 septembre 1939. La plupart des Juifs sont restées dans la ville, espérant que l'armée Soviétique devancerait la Wehrmacht. Dès l'occupation allemande, les jeunes juifs organisent des évasions vers le territoire polonais occupé par les Soviétiques.
La première exaction de masse contre la communauté et le pillage des biens Juifs a lieu le 12 octobre 1939. Tous les Juifs reçoivent l'ordre de se rassembler sur la place du marché où ils sont cernés par les soldats allemands, armés de mitraillettes. En même temps, d'autres soldats pillent tous les magasins et appartements juifs. Ce qui ne peut être pris est détruit. Ces scènes se déroulent toute la journée.
Début novembre 1939, peu de temps après cette Aktion, la communauté juive de Lubartów est obligée de quitter la ville. Hormis 818 personnes qui doivent travailler pour l'armée allemande, ils sont expulsés dans les villes voisines de Firlej, Ostrów Lubelski et Kamionka. On leur permet de prendre avec eux leurs biens personnels et un peu d'argent. Ils pourront revenir en septembre 1940 sauf quelques uns qui avaient réussi à corrompre les Allemands et à revenir plus tôt.

## Création du ghetto
Pour ceux restant à Lubartow, un Judenrat est créé fin 1939. Son premier président est Jakub Mordko Lichtenfeld, rapidement remplacé par Dawid Perec. Les membres du Judenrat choisissent la coopération avec les Allemands. Le dernier Judenrat de Lubartów est composé de cinq membres : Moshe Joel Edelman (président), Shlomo Ber Ciesler (vice-président), Izrael Ratensilber, Menashe Kosman et Jechiel Weinberg.
En même temps que le conseils juifs, les Allemands mettent en place une unité de police juive de 11 membres. Le ghetto n'est pas fermé : les juifs vivent au centre de la ville, principalement autour des deux places du marché.
Après le retour des Juifs à Lubartów en septembre 1940, le Judenrat organise une soupe populaire car parmi les habitants, il y a beaucoup de familles pauvres. Indépendamment des juifs de Lubartów, 1 000 autres juifs arrivent de Ciechanów, ville incorporée au Reich à la fin de 1940. Au début de 1941, un grand nombre les juifs de Lublin sont encore reclassés à Lubartów. La plupart d'entre eux sont très pauvres.

## Déportations
Les SS organisent la première déportation de Lubartów le 9 avril 1942, le dernier jour de la Pâque juive. Tous les Juifs sont rassemblés dans la cour de la synagogue où les SS effectue une sélection. 800 personnes n'ayant pas de cartes de travail sont envoyées à la gare à bord des trains de l'Holocauste pour le camp d'extermination de Belzec.
Trois jours plus tard, des convois de juifs expulsés de Slovaquie arrivent à Lubartów. Jusqu'au début mai 1942, ils sont 2 421 juifs slovaques à arriver dans la ville, principalement des personnes âgées, des femmes et des enfants, les hommes capables de travailler ayant été sélectionnés à Lublin et déportés  au camp de Majdanek. Les juifs slovaques sont parqués dans l'ancienne écurie allemande de la rue Legiony. Un habitant polonais de Lubartów raconte : « Ils diffèrent de nos Juifs. Ils ne portent pas de chapeaux ni les yarmulkes (kippas) traditionnels. Leurs femmes ont les cheveux onduleux et au lieu de perruques, portent des chapeaux. Elles sont habillées à la mode et leurs maris portent des costumes. Elles n'ont pas mis des brassards avec l'étoile bleue, mais ont fait faire des étoiles en tissu jaune et les portent sur la poitrine. Elles sont obligées de dormir dans la paille sale mais chaque matin elles sortent de la caserne, propres et bien mises. Les Polonais de Lubartów et les Juifs locaux sont très attirés par eux. Et les policiers juifs, souvent très brutaux envers les Juifs de Lubartów, perdent leur l'assurance vis-à-vis des Juifs de Slovaquie. Les habitants de la caserne de la rue Legiony (Juifs Slovaques) ne sont pas restés longtemps à Lubartów. Ils ont soudainement disparu. » Après quelques jours ils ont en effet été « reclassés » à Firlej et Ostrow Lubelski.

## Liquidation du ghetto
La déportation finale de Lubartów a lieu le 11 octobre 1942. Tous les Juifs de la ville sont rassemblés avec ceux de Kamionka, Tarłów, Firlej et Ostrow Lubelski, soit 40 000 personnes en tout. Après sélection, un petit groupe d'hommes est envoyé à Majdanek. Tous les autres sont envoyés dans les chambres à gaz de Treblinka. Par colonnes de 4 quatre, ils sont menés de la rue Lubelska à la gare. Ils sont enfermés dans des wagons à bestiaux sur les planchers desquels avait été étalée de la chaux vive... de sorte qu'ils suffoquent. Durant le chargement, les Allemands tirent et tuent les juifs sur les marchepieds ou sur les plateformes. Peu de gens réussissent à se cacher ou à s'enfuir entre le marché et la gare. Parmi les juifs d'Ostrow Lubelski déportés de Lubartów à Treblinka, Chiel Reichman réussit à survivre. Les juifs qui tentent de se cacher sont tués ; certains sont découverts dans le nouveau cimetière, où environ 300 juifs sont exécutés.
Quelques juifs sont arrêtés plus tard et envoyés au ghetto de Piaski. En même temps que leurs familles, les membres du Judenrat sont reclassés dans le ghetto de Łęczna, où la plupart d'entre eux seront tués en novembre 1942. Officiellement, quelques juifs qui travaillent pour la gendarmerie allemande restent à Lubartow. Le 29 janvier 1943, ils sont exécutés dans le cimetière juif. Après la dernière déportation, les Allemands détruisent les synagogues et les cimetières juifs de la ville. Les pierres tombales juives sont employées comme matériau pour paver la cour de l'école de la rue Cicha, où logent des soldats de Wehrmacht. Lubartów a été déclaré Judenfrei par les nazis en février 1943.

## Survivants et résistance
Seuls 40 juifs de Lubartów survivent à la guerre. Certains d'entre eux ont été secourus par les Polonais, d'autres se sont cachés dans les forêts voisines de la ville. Josek Honiksblum et sa femme Bluma ont survécu cachés par la famille Czekański dans leur maison de la rue Lipowa 3. Dora Wajnbert avec sa sœur Noma et son bébé d'un an et demi ont été sauvés par Jan Sienkiewicz vivant à Legionów 55 Street. Parmi les Juifs qui ont échappé au massacre grâce à leurs voisins chrétiens se trouvent Berek Tunkielszwarc, Doba Apfeld, Szloma et Dawid Cyngiel, Izaak Pud, Josek Wajnberg avec sa fille Frajdla, Owadia Tołbiasz, Gerszon Kopfe avec sa femme Rachela et sa fille Sura Kopfe, ainsi que Chana Goldsztein et sa femme Bluma. Tous sont restés à Lubartów. D'autres ont survécu en se cachant avec les Polonais dans les villages entourant la ville, notamment Berek Tunkielszwarc, Doba Apfeld, Szloma et Dawid Cyngiel, Izaak Pud, Josek Wajnberg avec sa fille Frajdla, Owadia Tołbiasz et Chana Goldsztein.
Frank Bleichman, dont la famille vivait dans un village voisin et a finalement été déporté dans le ghetto de Lubartów, a évité leur sort et a reçu l'aide des Aleksander et Stanisława Głos, ainsi que de Bolesław Dąbrowski et de sa famille, tous reconnus plus tard comme des Justes polonais,,. Dąbrowski a été exécuté par les Allemands pour avoir aidé les Juifs. Bleichman devint un membre actif de la résistance juive opérant dans la région de Lubartów.
Toutes les tentatives de sauvetage n'ont pas été couronnées de succès. La famille d'agriculteurs polonais de Jan Galat et son épouse Marianna, qui abritaient deux membres de la famille Rozgold, ont été arrêtés par l'Orpo le 20 novembre 1942. Les Allemands ont assassiné les Juifs sur place et Jan Galat a été emmené à Lubartów où, peu de temps après, il fut pendu en public pour avoir aidé les Juifs,.
En 1945, d'autres survivants juifs sont revenus d'Union soviétique. En raison de l'hostilité antisémite à Lubartów, pratiquement tous les survivants ont émigré dans les années 1945 / 1946. Un seul juif est resté à Lubartów et mourut dans la ville au début de 1990.